# Himmelpforten
Himmelpforten es un municipio situado en el distrito de Stade, en el estado federado de Baja Sajonia (Alemania). Su población estimada a finales de 2016 era de 5205 habitantes.
Se encuentra ubicado al norte del estado, muy cerca de la desembocadura del río Elba y de la ciudad de Hamburgo.